# キャサリン・マッケナ
キャサリン・メアリー・マッケナ（英語: Catherine Mary McKenna, 1971年8月5日 - ）は、カナダの自由党の政治家である。2015年11月4日、ジャスティン・トルドーが率いる内閣における環境・気候変動担当大臣として任命されている。。

## 経歴

### 教員として
トロント大学ムンク・スクール・オブ・グローバル・アフェアーズで教鞭を振るい、平和と紛争の研究のためのトルドーセンターの理事でもあった。

### 法的家として
弁護士として司法研修を受けている。またカナダ司法学生と法律事務所が発展途上国で法律業務を行うのに役立つオタワ大学の慈善団体カナディアン・ローヤーズ・アブロードの共同設立者である。

### 環境・気候変動担当大臣として
2015年11月4日、ジャスティン・トルドーの最初の内閣で環境大臣に任命された。環境と気候変動大臣としての最初のデビューの1つは、パリでのCOP21であった。

#### カナダ国内の石炭火力発電を2030年までに廃止
2016年11月21日、パリ協定 の発効を受けて、気候変動問題に対処するため、国内の伝統的な石炭火力発電所を2030年で廃止し、現代のクリーンエネルギーへの移行を加速することと発表。さらにカナダの電力の90％が2030年までにゼロ・エミッション（CO2排出ゼロ）となり、2050年までにCO2排出量を2005年水準の80％を削減することを目標とすることを発表した。マッカナ大臣は「クリーンエネルギー源への移行はすべてのカナダ人の空気の質を向上さる。環境と経済のために良いニュースだ。」と述べている。